# Robinzon i reka
„Robinzon i reka“ je ekološki dokumentarni televizijski esej u trajanju od 22 minute, o Buci splavaru, reditelja Slobodana Ž. Jovanovića, a u proizvodnji Radio-televizije Srbije 2005. godine.
Destan Nezirović-Buca je bivši radnik „Minela“ koji je kao kompenzaciju za brod koji je napravio pre 20 godina dobio mesto za splav na Adi Međici. Osim što popravlja i pravi splavove on skuplja debla koja nosi reka i od njih pravi figure životinja u prirodnoj veličini. Govori o reci kao drugu sa kojim zajedno vaja i nada se da će se ljudi urazumiti i početi da čuvaju reku.  

## Autorska ekipa
- Reditelj Slobodan Ž. Jovanović

## Učestvuje
- Destan Nezirović-Buca

## Spoljašnje veze
- Robinzon i reka на веб-сајту  (језик: енглески)